# Orveau-Bellesauve
Orveau-Bellesauve je francouzská obec v departementu Loiret v regionu Centre-Val de Loire. V roce 2011 zde žilo 408 obyvatel.

## Vývoj počtu obyvatel
Počet obyvatel